# Temporada 2018-19 da VTB United League
A Temporada da VTB United League foi a 10ª temporada da VTB United League e a sexta como competição de elite do basquetebol masculino da Rússia. A competição tem como patrocinador principal o maior banco do país, VTB Bank.
A equipe do CSKA Moscovo luta pela hegemonia e seu 9º título, sendo os últimos 7 em sequencia.  Quatorze equipes de seis países disputam essa temporada.

## Equipes participantes
| Clube                | Localização     | Arena                         | Capacidade | Treinador          |
| -------------------- | --------------- | ----------------------------- | ---------- | ------------------ |
| Astana               | Astana          | Velódromo Saryarka            | 9.270      | Kostas Flevarakis  |
| Avtodor Saratov      | Saratov         | Palácio dos Esportes          | 6.100      | Andrea Mazzon      |
| CSKA Moscou          | Moscovo         | Megasport Arena               | 13.126     | Dimitrios Itoudis  |
| Enisey Krasnoyarsk   | Krasnoyarsk     | Arena Sever                   | 4.100      | Oleg Okulov        |
| Kalev/Cramo          | Tallinn         | Saku Suurhall                 | 7.000      | Alar Varrak        |
| Khimki               | Khimki          | Arena Mytishchi               | 8.000      | Georgios Bartzokas |
| Lokomotiv Kuban      | Krasnodar       | Basketball Hall               | 7.500      | Saša Obradović     |
| Nizhny Novgorod      | Níjni Novgorod  | Trade Union                   | 5.600      | Zoran Lukić        |
| Parma                | Perm            | Universal Sports Palace Molot | 7.000      | Nikolajs Mazurs    |
| Stelmet Zielona Góra | Zielona Góra    | CRS Hall Zielona Góra         | 5 080      | Igor Jovovic       |
| Tsmoki-Minsk         | Minsk           | Arena Minsk                   | 15.086     | Andrei Krivonos    |
| UNICS                | Cazã            | Basket-Hall Kazan             | 7.482      | Dimitrios Priftis  |
| VEF Riga             | Riga            | Arena Riga                    | 12.500     | Jānis Gailītis     |
| Zenit St. Ptburgo    | São Petersburgo | Palácio de Esportes Yubileyny | 7.044      | Vasily Karasev     |

## Temporada Regular

### Classificação Fase Regular
| Pos. | Clube                | J  | V  | D  | %    | P+ / P-   | SP   | %P+/%P-   | Casa V/D | Visit. V/D | Classificação |
| ---- | -------------------- | -- | -- | -- | ---- | --------- | ---- | --------- | -------- | ---------- | ------------- |
| 1    | CSKA Moscou          | 26 | 22 | 4  | 84.6 | 2404/1969 | 435  | 92.5/75.7 | 12/1     | 3.2019     | Playoffs      |
| 2    | UNICS Cazã           | 26 | 21 | 5  | 80.8 | 2190/1945 | 245  | 84.2/74.8 | 11/2     | 3.2019     | Playoffs      |
| 3    | Khimki               | 26 | 20 | 6  | 76.9 | 2230/1973 | 257  | 85.8/75.9 | 10/3     | 3.2019     | Playoffs      |
| 4    | Lokomotiv Kuban      | 26 | 17 | 9  | 65.4 | 2171/2004 | 167  | 83.5/77.1 | 8/5      | 4.2019     | Playoffs      |
| 5    | Zenit St. Ptburgo    | 26 | 15 | 11 | 57.7 | 2300/2180 | 120  | 88.5/83.8 | 10/3     | 8.2019     | Playoffs      |
| 6    | Astana               | 26 | 15 | 11 | 57.7 | 2239/2169 | 70   | 86.1/83.4 | 8/5      | 7/6        | Playoffs      |
| 7    | Kalev/Cramo          | 26 | 14 | 12 | 53.8 | 2342/2275 | 67   | 90.1/87.5 | 8/5      | 7.2019     | Playoffs      |
| 8    | Nizhny Novgorod      | 26 | 14 | 12 | 53.8 | 2158/2173 | -15  | 83.0/83.6 | 8/5      | 6/7        | Playoffs      |
| 9    | Enisey Krasnoyarsk   | 26 | 11 | 15 | 42.3 | 2154/2276 | -122 | 82.8/87.5 | 7/6      | 4/9        |               |
| 10   | VEF Riga             | 26 | 10 | 16 | 38.5 | 1962/2134 | -172 | 75.5/82.1 | 5/8      | 5/8        |               |
| 11   | Avtodor Saratov      | 26 | 9  | 17 | 34.6 | 2379/2478 | -99  | 91.5/95.3 | 5/8      | 4/9        |               |
| 12   | Stelmet Zielona Góra | 26 | 5  | 21 | 19.2 | 2020/2330 | -310 | 77.7/89.6 | 3/10     | 2/11       |               |
| 13   | Parma                | 26 | 5  | 21 | 19.2 | 2025/2298 | -273 | 77.9/88.4 | 3/10     | 2/11       |               |
| 14   | Tsmoki-Minsk         | 26 | 4  | 22 | 15.4 | 1959/2329 | -370 | 75.3/89.6 | 2/11     | 2/11       |               |

### Resultados
| Casa\Visitante       | AST    | AVT     | CSK     | ENI    | KAL     | KHI    | LOK    | NIZ    | PAR    | MIN    | UNI    | VEF     | ZEN    | ZIE     |
| -------------------- | ------ | ------- | ------- | ------ | ------- | ------ | ------ | ------ | ------ | ------ | ------ | ------- | ------ | ------- |
| Astana               |        | 100-83  | 61-86   | 93-85  | 105-78  | 67-76  | 83-93  | 83-89  | 79-71  | 101-71 | 79-83  | 90-77   | 93-91  | 84-70   |
| Avtodor Saratov      | 64-88  |         | 110-116 | 106-91 | 84-70   | 92-100 | 95-102 | 85-91  | 93-76  | 95-99  | 95-111 | 83-85   | 95-94  | 112-106 |
| CSKA Moscou          | 91-72  | 110-76  |         | 101-71 | 102-75  | 75-65  | 70-57  | 84-78  | 108-84 | 119-88 | 73-83  | 92-66   | 83-73  | 102-78  |
| Enisey Krasnoyarsk   | 93-84  | 88-84   | 66-91   |        | 80-88   | 67-99  | 86-93  | 92-88  | 83-78  | 80-68  | 78-99  | 75-67   | 85-87  | 109-81  |
| Kalev/Cramo          | 102-74 | 102-113 | 80-85   | 109-91 |         | 85-96  | 81-76  | 94-84  | 93-82  | 108-83 | 95-107 | 75-85   | 96-80  | 80-77   |
| Khimki               | 93-80  | 85-77   | 73-72   | 86-94  | 80-73   |        | 82-84  | 80-93  | 97-63  | 70-50  | 78-65  | 75-51   | 90-67  | 100-80  |
| Lokomotiv Kuban      | 71-90  | 95-91   | 76-93   | 79-67  | 80-85   | 83-87  |        | 78-71  | 93-75  | 80-69  | 77-84  | 92-63   | 96-64  | 73-41   |
| Nizhny Novgorod      | 85-78  | 75-98   | 89-95   | 79-64  | 68-82   | 93-97  | 75-88  |        | 100-98 | 77-70  | 91-85  | 93-83   | 85-83  | 101-61  |
| Parma                | 80-85  | 93-105  | 69-79   | 92-88  | 75-105  | 70-80  | 87-95  | 80-85  |        | 92-83  | 68-66  | 73-78   | 78-107 | 72-92   |
| Tsmoki-Minsk         | 86-93  | 86-93   | 61-101  | 73-95  | 82-95   | 92-108 | 66-97  | 78-87  | 80-68  |        | 57-99  | 91-84   | 68-79  | 71-88   |
| UNICS                | 95-98  | 76-63   | 71-68   | 95-92  | 76-74   | 73-58  | 79-75  | 89-64  | 76-82  | 88-69  |        | 89-74   | 74-72  | 86-66   |
| VEF Riga             | 71-93  | 89-78   | 80-107  | 68-70  | 82-74   | 67-96  | 75-71  | 65-67  | 76-80  | 70-66  | 52-82  |         | 77-86  | 83-57   |
| Zenit St. Ptburgo    | 103-95 | 103-81  | 93-86   | 116-81 | 100-87  | 86-82  | 78-94  | 103-78 | 84-76  | 84-72  | 74-77  | 101-102 |        | 83-71   |
| Stelmet Zielona Góra | 82-91  | 108-100 | 74-115  | 72-83  | 100-117 | 74-97  | 67-73  | 80-72  | 88-63  | 78-80  | 73-82  | 78-92   | 78-109 |         |

Legendas
|  |                                      |
|  | Partidas finalizadas com prorrogação |

## Playoffs

### Confrontos
|  | Quartas-de-final | Quartas-de-final | Quartas-de-final |        |   | Semifinais  | Semifinais | Semifinais |  |  | Final | Final       | Final |
|  |                  |                  |                  |        |   |             |            |            |  |  |       |             |       |
|  | 1                | CSKA Moscou      | 3                |        |   |             |            |            |  |  |       |             |       |
|  | 8                | Nizhny Novgorod  | 0                |        |   |             |            |            |  |  |       |             |       |
|  | 8                | Nizhny Novgorod  | 0                |        |   | CSKA Moscou | 3          |            |  |  |       |             |       |
|  |                  |                  |                  |        |   | CSKA Moscou | 3          |            |  |  |       |             |       |
|  |                  |                  | Zenit            | 0      |   |             |            |            |  |  |       |             |       |
|  | 4                | Lokomotiv Kuban  | Zenit            | 0      | 1 |             |            |            |  |  |       |             |       |
|  | 4                | Lokomotiv Kuban  |                  |        | 1 |             |            |            |  |  |       |             |       |
|  | 5                | Zenit            | 3                |        |   |             |            |            |  |  |       |             |       |
|  |                  |                  |                  |        |   |             |            |            |  |  |       | CSKA Moscou | 3     |
|  |                  |                  |                  | Khimki | 0 |             |            |            |  |  |       |             |       |
|  | 2                | UNICS            | 3                |        |   |             |            |            |  |  |       |             |       |
|  | 7                | Kalev/Cramo      | 0                |        |   |             |            |            |  |  |       |             |       |
|  | 7                | Kalev/Cramo      | 0                |        |   | UNICS       | 1          |            |  |  |       |             |       |
|  |                  |                  |                  |        |   | UNICS       | 1          |            |  |  |       |             |       |
|  |                  |                  | Khimki           | 3      |   |             |            |            |  |  |       |             |       |
|  | 3                | Khimki           | Khimki           | 3      | 3 |             |            |            |  |  |       |             |       |
|  | 3                | Khimki           |                  |        | 3 |             |            |            |  |  |       |             |       |
|  | 6                | Astana           | 0                |        |   |             |            |            |  |  |       |             |       |

#### Quartas de final
| Time 1          | Série | Time 2          | 1º Jogo | 2º Jogo  | 3º Jogo | 4º Jogo | 5º Jogo |
| --------------- | ----- | --------------- | ------- | -------- | ------- | ------- | ------- |
| CSKA Moscou     | 3 - 0 | Nizhny Novgorod | 87 - 50 | 86 - 66  | 80 - 72 |         |         |
| Lokomotiv Kuban | 1 - 3 | Zenit           | 69 - 78 | 70 - 69  | 78 - 94 | 85 - 87 |         |
| UNICS           | 3 - 0 | Kalev/Cramo     | 92 - 82 | 108 - 84 | 96 - 84 |         |         |
| Khimki          | 3 - 0 | Astana          | 82 - 59 | 94 - 64  | 88 - 81 |         |         |

#### Semifinal
| Equipa 1    | Série | Equipa 2 | 1.º jogo | 2.º jogo | 3.º jogo | 4.º jogo | 5.º jogo |
| ----------- | ----- | -------- | -------- | -------- | -------- | -------- | -------- |
| CSKA Moscou | 3 - 0 | Zenit    | 98 - 82  | 83 - 81  | 69 - 68  |          |          |
| UNICS       | 1 - 3 | Khimki   | 96 - 91  | 98 - 103 | 64 - 91  | 91 - 92  |          |

#### Final
| Equipa 1    | Série | Equipa 2 | 1.º jogo | 2.º jogo | 3.º jogo | 4.º jogo | 5.º jogo |
| ----------- | ----- | -------- | -------- | -------- | -------- | -------- | -------- |
| CSKA Moscou | 3 - 0 | Khimki   | 106 - 85 | 103 - 92 | 80 - 62  |          |          |

| Liga Unida de 2018–19 Campeão |
| ----------------------------- |
| CSKA Moscou 10º Título        |

## Estatísticas individuais

### Eficiência
| # | Jogador | Clube | J | Índice |
| - | ------- | ----- | - | ------ |
| 1 |         |       |   |        |
| 2 |         |       |   |        |
| 3 |         |       |   |        |
| 4 |         |       |   |        |
| 5 |         |       |   |        |

### Pontos
| # | Jogador | Clube | J | Índice |
| - | ------- | ----- | - | ------ |
| 1 |         |       |   |        |
| 2 |         |       |   |        |
| 3 |         |       |   |        |
| 4 |         |       |   |        |
| 5 |         |       |   |        |

### Rebotes
| # | Jogador | Clube | J | Índice |
| - | ------- | ----- | - | ------ |
| 1 |         |       |   |        |
| 2 |         |       |   |        |
| 3 |         |       |   |        |
| 4 |         |       |   |        |
| 5 |         |       |   |        |

### Assistências
| # | Jogador | Clube | J | Índice |
| - | ------- | ----- | - | ------ |
| 1 |         |       |   |        |
| 2 |         |       |   |        |
| 3 |         |       |   |        |
| 4 |         |       |   |        |
| 5 |         |       |   |        |

## Prêmios individuais
| Mês       | Jogador | Clube | Ref |
| --------- | ------- | ----- | --- |
| Outubro   |         |       |     |
| Novembro  |         |       |     |
| Dezembro  |         |       |     |
| Janeiro   |         |       |     |
| Fevereiro |         |       |     |
| Março     |         |       |     |
| Abril     |         |       |     |

## Clubes russos em competições europeias
| Clube           | Competição        | Resultado                                                           |
| --------------- | ----------------- | ------------------------------------------------------------------- |
| CSKA Moscou     | EuroLiga          | Campeão (8º título)                                                 |
| Khimki          | EuroLiga          | Temporada Regular (13º colocado 9v-21d)                             |
| Zenit           | EuroCopa          | Top 16 (3º colocado Gr. H - 6v-10d)                                 |
| UNICS           | EuroCopa          | Eliminado nas semifinais por Valencia (16v-5d)                      |
| Lokomotiv       | EuroCopa          | Eliminado nas quartas de finais por UNICS (14v-5d)                  |
| Enisey          | Liga dos Campeões |                                                                     |
| Nizhny Novgorod | Liga dos Campeões | Eliminado nas quartas de finais por Antuérpia (9v-9d)               |
| Avtodor Saratov | Liga dos Campeões | Eliminado na etapa preliminar por Friburgo (89-89;78-76)            |
| Tsmoki-Minsk    | Liga dos Campeões | Eliminado na etapa preliminar por Polski Cukier Toruń (87-61;73-90) |